# Bùi Xuân Tìu
Lê Thanh (1921–1953), tên thật là Bùi Xuân Tìu, bí danh Bùi Thế Mai, Nguyễn Đức Xương, là một nhà hoạt động cách mạng và chính khách Việt Nam.

## Tiểu sử
Bùi Xuân Tìu sinh năm 1921 (có nguồn ghi là 1922) ở làng Tây Mỗ, tổng Đại Mỗ, huyện Hoài Đức, tỉnh Hà Đông, nay là xã Tây Mỗ, huyện Hoài Đức, thành phố Hà Nội.
Ngày 23 tháng 8 năm 1945, Đội Tự vệ Kha Sơn Thượng đánh phủ Phú Bình, Tri phủ Nguyễn Đăng Tám đầu hàng, Ủy ban Nhân dân cách mạng lâm thời do Nguyễn Đức Xương làm Chủ tịch được thành lập.
Đầu tháng 4 năm 1948, Ban Thường vụ Liên khu ủy I điều Lê Thanh về Thái Nguyên làm Bí thư Tỉnh ủy thay Lê Hoàng. Tháng 6, ông tiếp tục được bầu làm Bí thư Tỉnh ủy Thái Nguyên cho đến quý 1 năm 1949. Khoảng 1951, ông giữ chức vụ Phó Bí thư Tỉnh ủy, Chủ tịch Ủy ban hành chính kháng chiến tỉnh Vĩnh Phúc.
Ngày 24 tháng 12 năm 1953, ông tử nạn trong một đợt càn lớn của quân Pháp. Ông được an táng tại Nghĩa trang Liệt sĩ Trần Hưng Đạo (Bình Xuyên, Vĩnh Phúc).